# Margaritifera marrianae
Margaritifera marrianae је шкољка из реда Unionoida. 

## Угроженост
Ова врста се сматра угроженом.

## Распрострањење
Сједињене Америчке Државе су једино познато природно станиште врсте.

## Популациони тренд
Популација ове врсте се смањује, судећи по расположивим подацима.

## Станиште
Станиште врсте су слатководна подручја.